# Necrópolis de Sieteiglesias
La necrópolis de Sieteiglesias, situada en Lozoyuela-Navas-Sieteiglesias, en la Comunidad de Madrid, fue un enterramiento rupestre labrado en la roca, utilizado entre los siglos VII - XII, cuyo uso se relaciona con la repoblación cristiana, cuando grupos ganaderos de Sepúlveda (Segovia), se instalaron en las tierras de Buitrago de Lozoya tras la conquista de Toledo a finales del siglo XI.

## Características
La necrópolis se divide dos áreas diferentes: los enterramientos medievales, situados en una zona de afloramientos graníticos, conocida como el Berrocal de la Iglesia y el caserío del siglo XVII, localizado al este de la iglesia de San Pedro Apóstol, en el antiguo municipio de Sieteiglesias.
De las 85 tumbas halladas, un gran número son fosas simples de forma ovalada. Otras tienen tallada la forma de la cabeza, con un mayor aspecto antropomorfo. 
Las sepulturas no están dispuestas de manera organizada, formando pequeños grupos o de manera aislada, así como su disposición y orientación, que también es variada.